# Артур Кречун
Артур Кречун (рум. Artur Crăciun, нар. 29 червня 1998, Кишинів) — молдовський футболіст, захисник польського клубу «Пуща» (Неполомиці).
Чемпіон Молдови. Триразовий володар Кубка Молдови. Володар Суперкубка Молдови.

## Клубна кар'єра
Народився 29 червня 1998 року в місті Кишинів. Вихованець футбольної школи клубу «Зімбру». Дорослу футбольну кар'єру розпочав 2016 року в основній команді того ж клубу, в якій провів один сезон, взявши участь в 11 матчах чемпіонату.
Протягом 2017 року захищав кольори клубу «Шериф».
Своєю грою за останню команду привернув увагу представників тренерського штабу клубу «Мілсамі», до складу якого приєднався 2017 року. Відіграв за клуб з Оргієва наступні два сезони своєї ігрової кар'єри. Більшість часу, проведеного у складі «Мілсамі», був основним гравцем захисту команди.
У 2019 році уклав контракт з клубом «Універсітатя», у складі якого провів наступний рік своєї кар'єри гравця.
З 2020 року один сезон захищав кольори клубу «Гонвед», але в основі не закріпився і з 2021 по 2022 рік грав на правах оренди у складі команд «Вііторул», «Сфинтул Георге», «Локомотив» (Пловдив) та «Царско село».
Протягом 2022—2023 років захищав кольори клубу «Хапоель» (Кфар-Сава).
До складу клубу «Пуща» (Неполомиці) приєднався 2023 року. Станом на 25 вересня 2023 року відіграв за команду з Неполомиців 8 матчів у національному чемпіонаті.

## Виступи за збірні
У 2016 році дебютував у складі юнацької збірної Молдови (U-19), загалом на юнацькому рівні взяв участь у 3 іграх.
Протягом 2017–2020 років залучався до складу молодіжної збірної Молдови. На молодіжному рівні зіграв у 15 офіційних матчах, забив 1 гол.
У 2019 році дебютував в офіційних матчах у складі національної збірної Молдови.
| Дата       | Місто     | Господарі         | Результат          | Гості             | Турнір                               | Голи | Примітки |
| ---------- | --------- | ----------------- | ------------------ | ----------------- | ------------------------------------ | ---- | -------- |
| 14-11-2019 | Сен-Дені  | Франція           | 2 – 1              | Молдова           | Відбір до ЧЄ 2020                    | -    | 38'      |
| 17-11-2019 | Кишинів   | Молдова           | 1 – 2              | Ісландія          | Відбір до ЧЄ 2020                    | -    | 34'      |
| 7-10-2020  | Флоренція | Італія            | 6 – 0              | Молдова           | товариський матч                     | -    | 45'      |
| 14-10-2020 | Кишинів   | Молдова           | 0 – 4              | Словенія          | Ліга націй УЄФА 2020-2021 - 1-й етап | -    | 45'      |
| 18-1-2022  | Анталія   | Молдова           | 2 – 3              | Уганда            | товариський матч                     | -    |          |
| 21-1-2022  | Анталія   | Південна Корея    | 4 – 0              | Молдова           | товариський матч                     | -    | 72'      |
| 29-3-2022  | Астана    | Казахстан         | 0 – 1 (5 - 4 п.п.) | Молдова           | Ліга націй УЄФА 2020-2021 - Play-out | -    | 64'      |
| 3-6-2022   | Вадуц     | Ліхтенштейн       | 0 – 2              | Молдова           | Ліга націй УЄФА 2022-2023 - 1-й етап | -    | 57'      |
| 10-6-2022  | Кишинів   | Молдова           | 2 – 4              | Латвія            | Ліга націй УЄФА 2022-2023 - 1-й етап | -    | 65'      |
| 14-6-2022  | Кишинів   | Молдова           | 2 – 1              | Андорра           | Ліга націй УЄФА 2022-2023 - 1-й етап | -    |          |
| 22-9-2022  | Рига      | Латвія            | 1 – 2              | Молдова           | Ліга націй УЄФА 2022-2023 - 1-й етап | -    |          |
| 25-9-2022  | Кишинів   | Молдова           | 2 – 0              | Ліхтенштейн       | Ліга націй УЄФА 2022-2023 - 1-й етап | -    |          |
| 24-3-2023  | Кишинів   | Молдова           | 1 – 1              | Фарерські острови | Відбір до ЧЄ 2024                    | -    | 45'      |
| 27-3-2023  | Кишинів   | Молдова           | 0 – 0              | Чехія             | Відбір до ЧЄ 2024                    | -    |          |
| 17-6-2023  | Тирана    | Албанія           | 2 – 0              | Молдова           | Відбір до ЧЄ 2024                    | -    |          |
| 20-6-2023  | Кишинів   | Молдова           | 3 – 2              | Польща            | Відбір до ЧЄ 2024                    | -    |          |
| 7-9-2023   | Лінц      | Австрія           | 1 – 1              | Молдова           | товариський матч                     | -    |          |
| 10-9-2023  | Торсгавн  | Фарерські острови | 0 – 1              | Молдова           | Відбір до ЧЄ 2024                    | -    |          |
| Усього     |           | Матчів            | 18                 |                   | Голів                                | 0    |          |

## Титули і досягнення
- Чемпіон Молдови (1):

«Шериф»: 2016–2017
- Володар Кубка Молдови (3):

«Шериф»: 2016–2017
«Мілсамі»: 2017–2018
«Сфинтул Георге»: 2020–2021
- Володар Суперкубка Молдови (1):

«Мілсамі»: 2019